# Mirabel-et-Blacons
Mirabel-et-Blacons is een gemeente in het Franse departement Drôme (regio Auvergne-Rhône-Alpes) en telt 852 inwoners (2004). De plaats maakt deel uit van het arrondissement Die. Mirabel-et-Blacons is gelegen op de plaats waar het riviertje Gervanne uitmondt in de regionale rivier de Drôme. De gemeente telde 1.202 inwoners op 1 januari 2022.
Mirabel-et-Blacons bestaat van origine uit de plaatsen Mirabel, gelegen op de naburige heuvel, en Blacons, gelegen in het dal van de Drôme aan de provinciale verbindingsweg tussen Crest en Die, bij de monding van de Gervanne. Mirabel was een kleine middeleeuwse nederzetting rondom een van de vele regionale verdedigingstorens, waarvan heden enkel nog een kleine ruïne staat. Mirabel is jarenlang een vervallen en grotendeels uitgestorven plaatsje geweest, maar vanaf medio 1993 zijn veel van de oude vervallen woningen geheel gerestaureerd en bewoond.

## Geschiedenis
Blacons historie gaat terug tot waarschijnlijk ergens in de 16e eeuw. In de Hugenotenoorlogen was Charles du Puy betrokken bij een slag voor Châtillon, waarschijnlijk Châtillon (Rhône). Hij raakte op 4 juli 1575 gewond op de brug van Mirabel-et-Blacons en is gevangengezet in Crest. Zijn kasteel in Montbrun-les-Bains werd verwoest in opdracht van het Parlement van Grenoble.
In de 18e eeuw waren het klooster en de fabriek de belangrijkste bouwwerken. Deze voormalige fabriek, die werkte op waterkracht van een van de vele bergriviertjes en een van de grootste fabrieken in de regio was, is reeds jarenlang buiten bedrijf en is lange tijd vervallen geweest. Rond 2000 is de fabriek verbouwd en zijn in dit gebouw appartementen gerealiseerd. Blacons bestaat uit een lange doorlopende straat, de vroegere regionale hoofdverbindingsweg, en een dieper en dwars hierop gelegen 'centrum' met de fabriek, het klooster (nu een kunstinstelling), de school met sportveld en een klein typisch Frans plein met twee cafés/restaurants. De straat en het centrum zijn van elkaar gescheiden door de Gervanne rivier en de daarbij gelegen Camping Gervanne.
Jarenlang is Mirabel-et-Blacons een typisch vergeten bergdorpje geweest, maar met de sterke opkomst van het toerisme uit voornamelijk Nederland, België en Noord-Frankrijk in de jaren 80 en 90 van de vorige eeuw, bloeit de regio en dus ook Mirabel-et-Blacons op wat o.a. resulteert in een groeiend inwonersaantal en de renovatie van de oude vervallen gebouwen in zowel Mirabel als Blacons.

## Geografie
De oppervlakte van Mirabel-et-Blacons bedraagt 17,48 vierkante kilometer; de bevolkingsdichtheid is 67 inwoners per km² (per 1 januari 2019).

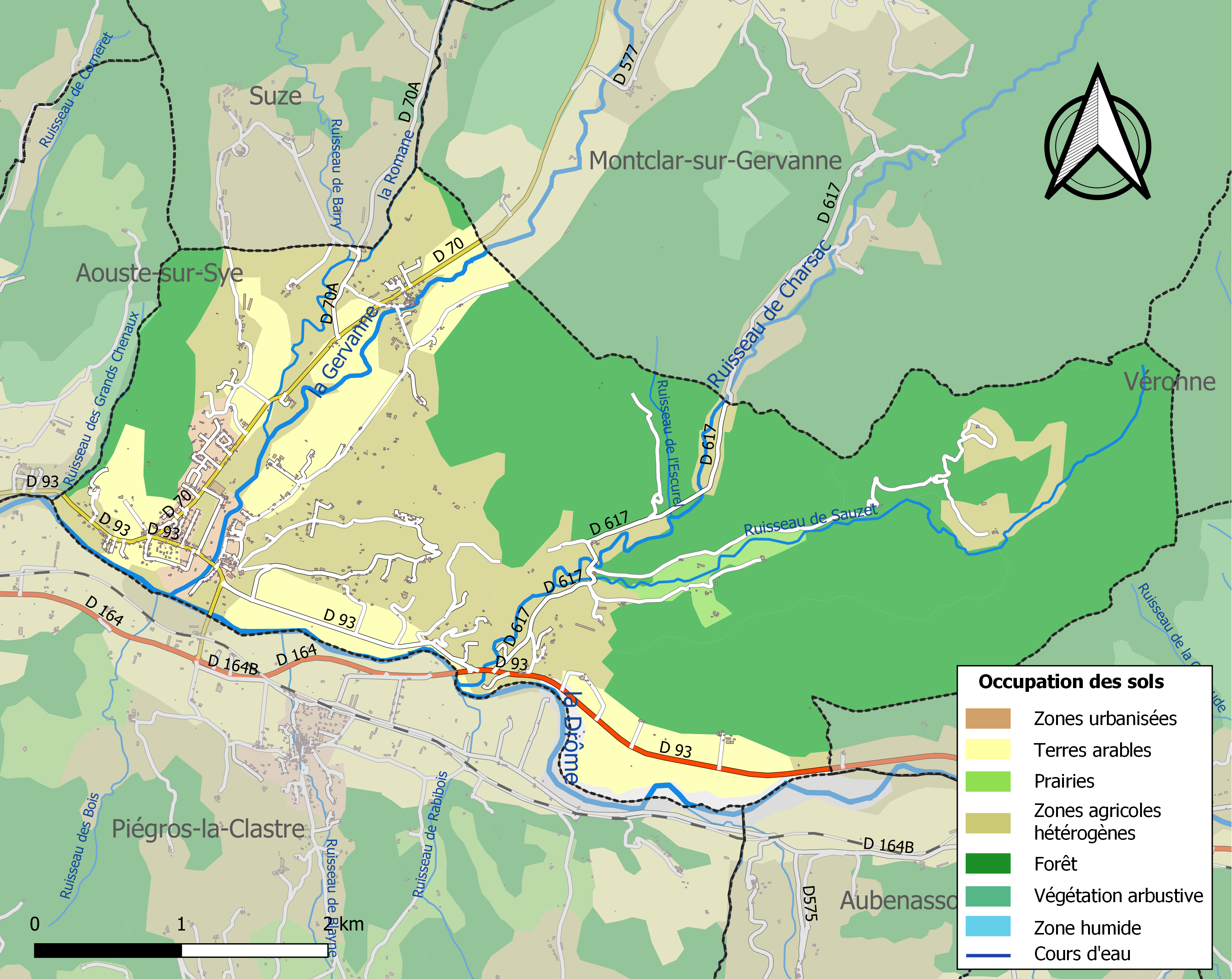
Kaart van de gemeente met belangrijkste infrastructuur, bodemgebruik en omliggende gemeenten

## Demografie
Onderstaande figuur toont het verloop van het inwonertal (bron: INSEE-tellingen).